# 穆雷德
穆雷德（法語：Mourède，法語發音：[muʁɛd]）是法国热尔省的一个市镇，属于孔东区。

## 地理
穆雷德（43°47'59"N, 0°17'46"E）面积4.88 平方千米，位于法国奧克西塔尼大區热尔省，该省份为法国西南部内陆省份，北起顺时针与洛特-加龙省、塔恩-加龙省、上加龙省、上比利牛斯省、大西洋比利牛斯省和朗德省接壤。
与穆雷德接壤的市镇（或旧市镇、城区）包括：瑞斯蒂扬、拉讷帕克斯、维克弗藏萨克、库朗桑。

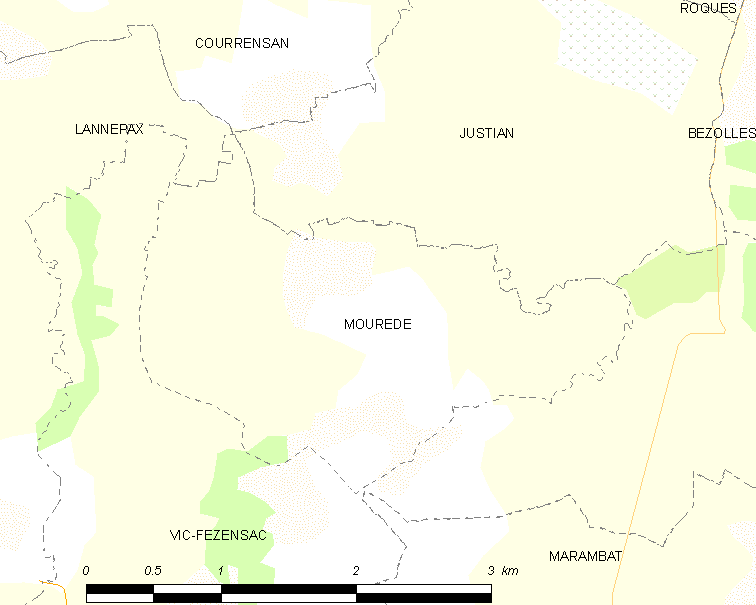
穆雷德的OSM定位图

穆雷德的时区为UTC+01:00、UTC+02:00（夏令时）。

## 行政
穆雷德的邮政编码为32190，INSEE市镇编码为32294。

## 政治
穆雷德所属的省级选区为弗藏萨克县。

## 人口

1962-2008年间穆雷德人口变化图示

穆雷德于2022年1月1日时的人口数量为70人。